# Província de Temotu

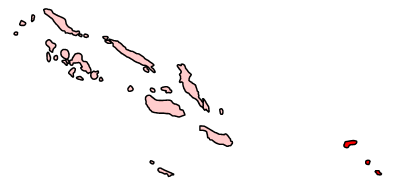
Localização da Província de Temotu nas Ilhas Salomão.

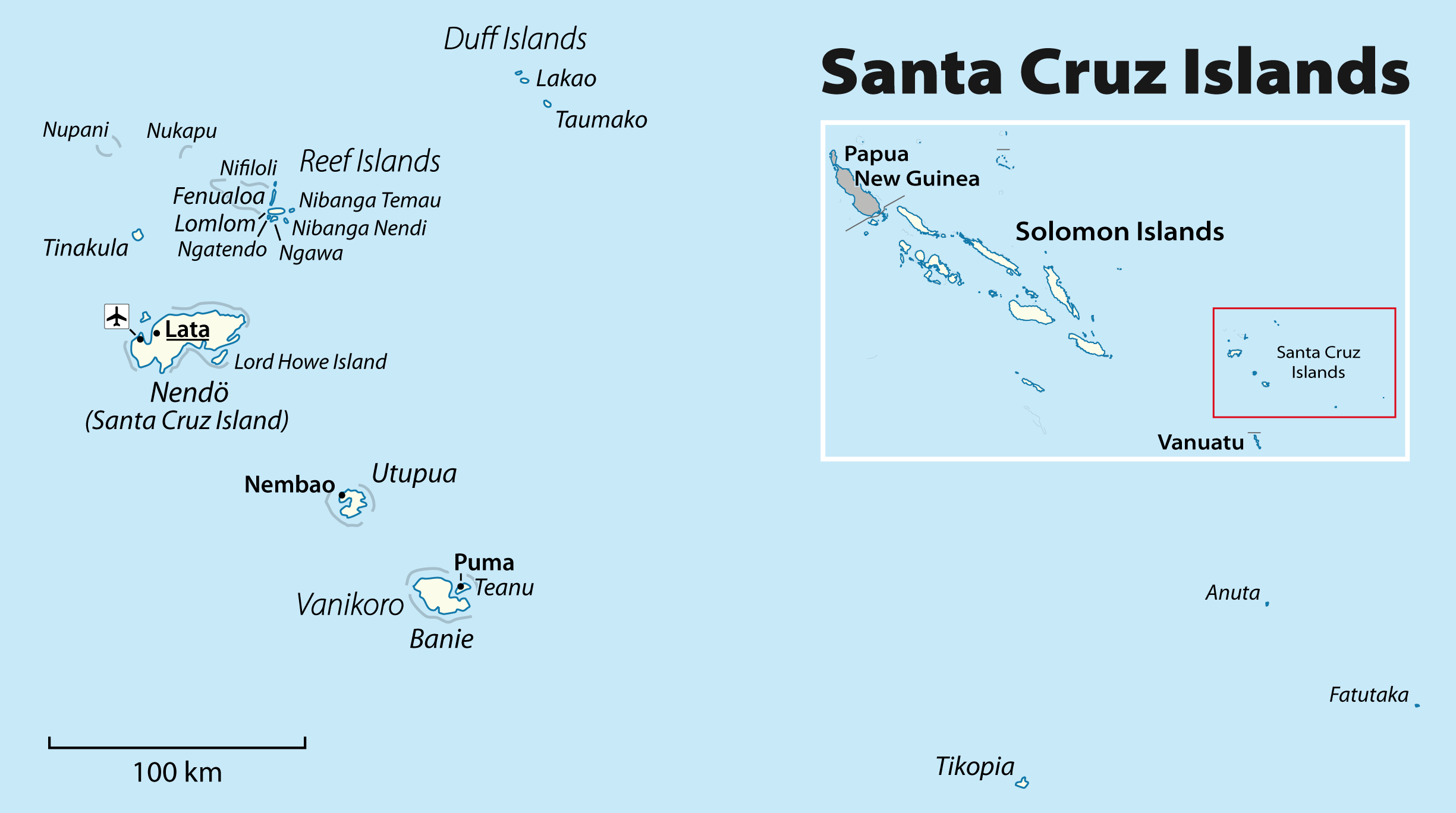
Mapa da Província de Temotu.

Bandeira da província de Temotu, Ilhas Salomão.

A Província de Temotu é uma das nove províncias das Ilhas Salomão, no Oceano Pacífico. É a mais oriental do país, e antigamente chamava-se Província das Ilhas Santa Cruz.
Consiste em duas cadeias de ilhas que se distribuem paralelamente na direção noroeste-sudeste.
Em 2009 tinha 21362 habitantes
As ilhas ou grupos de ilhas que formam a província são:
- Anuta
- Ilhas Duff (incluindo Taumako)
- Fatutaka
- Lomlom
- Malo
- Matema
- Ilhas Reef (incluindo Fenualoa, Makalom, Nalongo e Nupani, Nifiloli, Nukapu, Recife Patteson, Pigeon e Pileni)
- Ilhas Santa Cruz (incluindo a Ilha Nendö)
- Tikopia
- Tinakula
- Utupua
- Vanikoro (incluindo Banie e Teanu)

Os habitantes da ilha Santa Cruz são predominantemente melanésios, embora existam três grupos de nativos papuásios nas ilhas Santa Cruz e Reef, enquanto os habitantes de Tikopia, Anuta, ilhas Duff e alguns das ilhas Reef são polinésios.
A capital provincial é Lata, na ilha de Nendö, a maior e mais importante das ilhas Santa Cruz.